# المتحف القبرصي

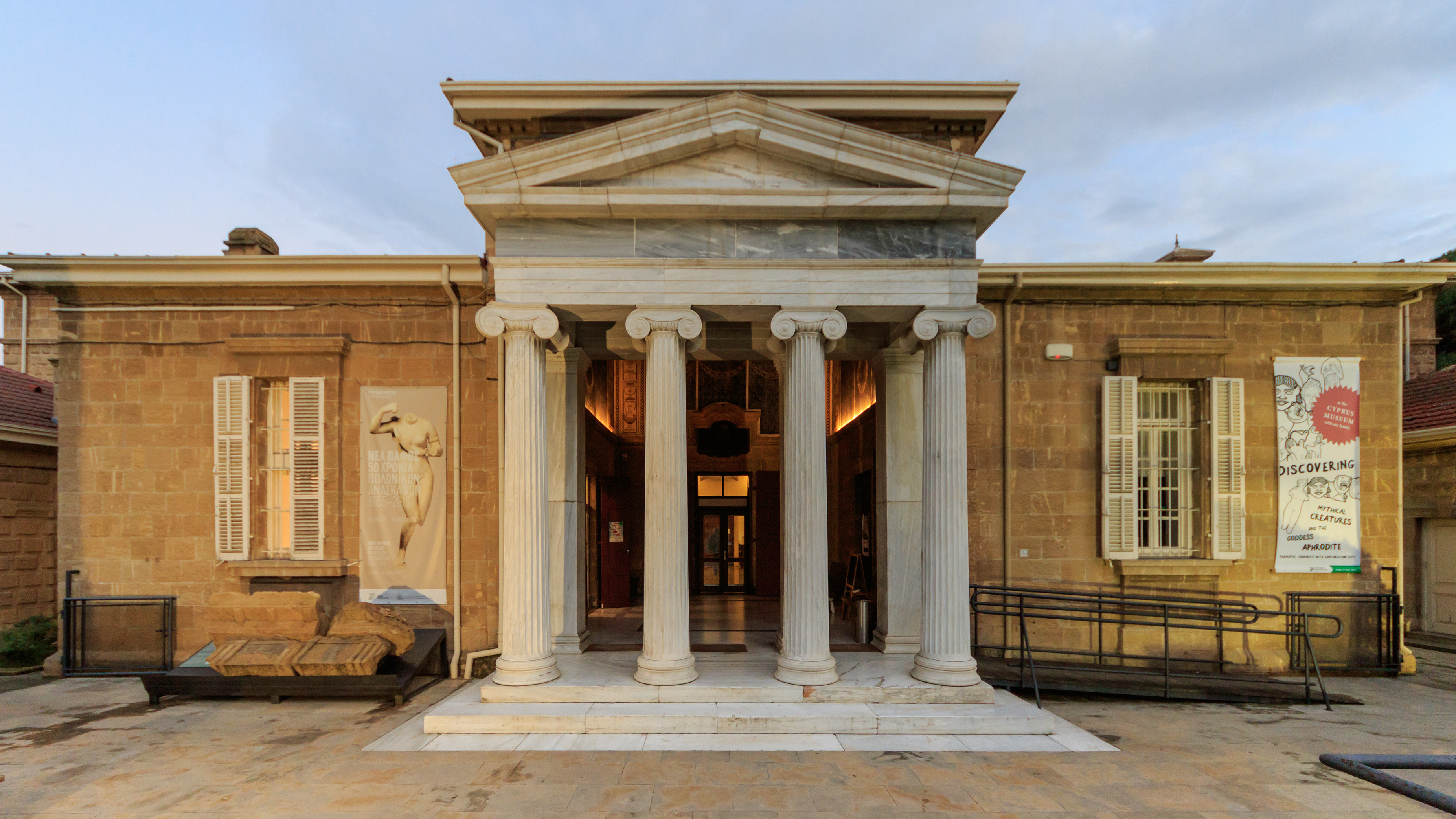
المتحف القبرصي

المتحف القبرصي (والذي يعرف أيضاً بالمتحف الأركيلوجِي القبرصي) هو أقدم وأكبر المتاحف الأثرية في قبرص وقد تأسس المتحف في سنة 1882 م إبان الاحتلال البريطاني للجزيرة. يقع المتحف في العاصمة نيقوسيا .